# Hodograf
Hodográf (starogrško ὁδός: odōs – pot, tir, gibanje, premik, smer + starogrško γράφω: grāpho – pisati, rezljati, risati) je v (klasični) mehaniki zvezna krivulja (diagram), ki prikazuje vektorsko vizualno predstavitev gibanja telesa ali tekočine. Je geometrijsko mesto točk povezav konic spremenljivega vektorja hitrosti točkastega telesa s poljubno izbrano nepomično točko. Lega poljubnih prikazanih podatkov na takšnemu diagramu je sorazmerna s hitrostjo gibajočega se telesa. Imenuje se tudi diágram hitrósti. Verjetno ga je rabil že James Bradley. Za praktično rabo pa ga je v glavnem razvil William Rowan Hamilton, ki je o njem leta 1846 napisal poročilo v Proceedings of the Royal Irish Academy.

## Uporaba

### Fizika in astronomija
Uporablja se v fiziki, astronomiji in mehaniki tekočin za prikaz deformacij materialov, gibanj planetov, oziroma katerihkoli podatkov, ki obsegajo hitrosti različnih delov teles. 
Hodograf je rešitev homogene linearne navadne diferencialne enačbe 1. reda:
{\displaystyle {\frac {\mathrm {d} v(t)}{\mathrm {d} t}}-f=0\!\,,}
kjer je {\displaystyle f\,} razmerje med silo in maso telesa, kar je drugi Newtonov zakon. Če je {\displaystyle f\,} dana kot funkcija časa {\displaystyle f(t)\,}, hitrosti ni težko določiti. V večini primerov pa je {\displaystyle f\,} funkcija lege telesa {\displaystyle f(x)\,}, zaradi česar je problem težji. Če je tir telesa znan, ni težko poiskati hodograf z odvodom po času.

### Meteorologija
Hodografi se v meteorologiji uporabljajo za prikaz vetrov, ki pihajo v Zemljinem ozračju. Prikazani so v polarnih koordinatah, kjer je smer vetra nakazana s kotom od središčne osi, njegova jakost pa z razdaljo od središča. Na sliki so na dnu vrednosti vetra na štirih višinah od zemeljskega površja. Prikazane so z vektorji {\displaystyle {\vec {V}}_{0}\,} do {\displaystyle {\vec {V}}_{4}\,}. Smer je prikazana v zgornjem desnem kotu.
S hodografi in termodinamskimi diagrami, kot je npr. tefigram, lahko meteorologi izračunajo:
- vetrni strig: črte, ki združujejo skrajne meje zaporednih vektorjev, prikazujejo spremembo smeri in vrednost vetra v plasti ozračja. Vetri strig je pomembna količina pri nastanku neviht in prihodnjem razvoju vetrov v teh plasteh.
- turbulenco: vetrni strig nakazuje možno turbulenco, ki je lahko usodna za letalstvo.
- temperaturno advekcijo: sprememba temperature v plasti zraka se lahko izračuna iz smeri vetra v tej plasti in smeri vetrnega striga z naslednjo plastjo. Na severni polobli je topel zrak na desni vetrnega striga med plastmi v ozračju. Na južni polobli velja nasprotno (glej toplotni veter). V hodografu na sliki se vektor vetra {\displaystyle V_{3}\,} z jugozahoda sreča z desno stranjo vetrnega striga, kar pomeni toplo advekcijo in zaradi tega segrevanje zraka v tej plasti.